# Anathallis microphyta
Anathallis microphyta là một loài lan.

## Hình ảnh

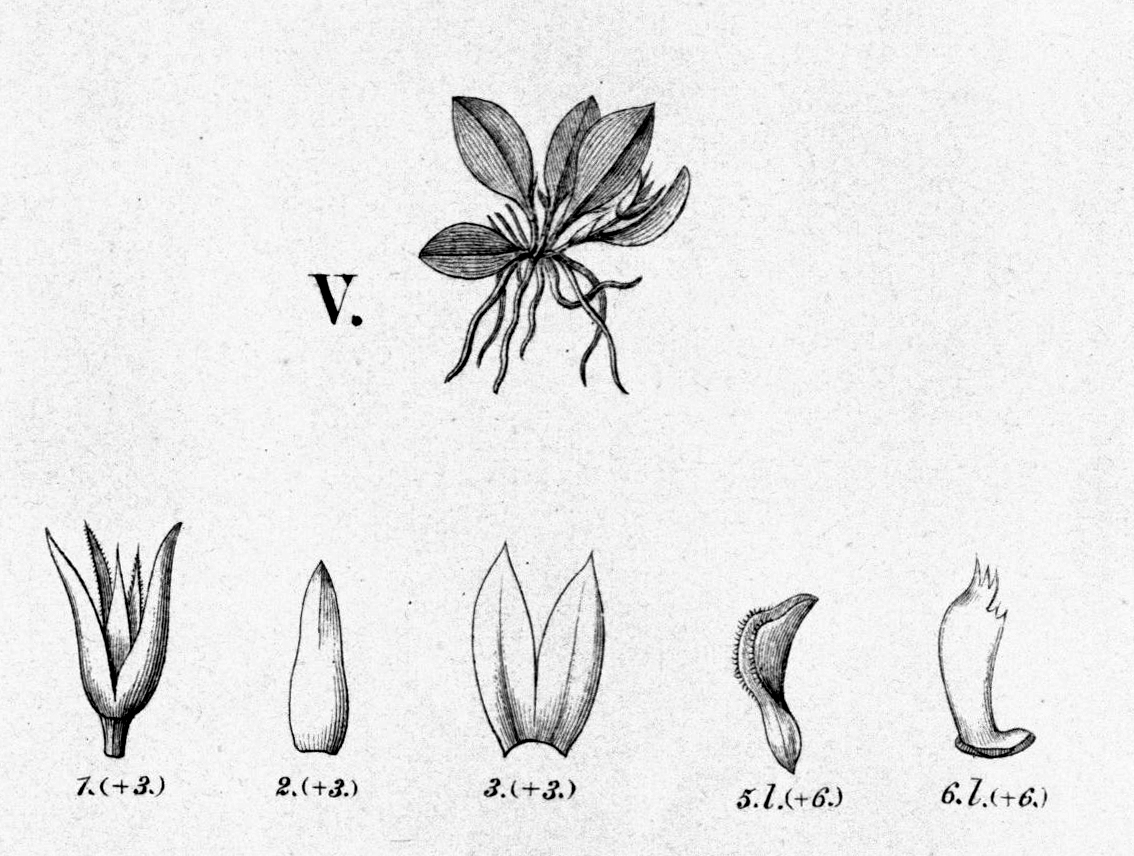
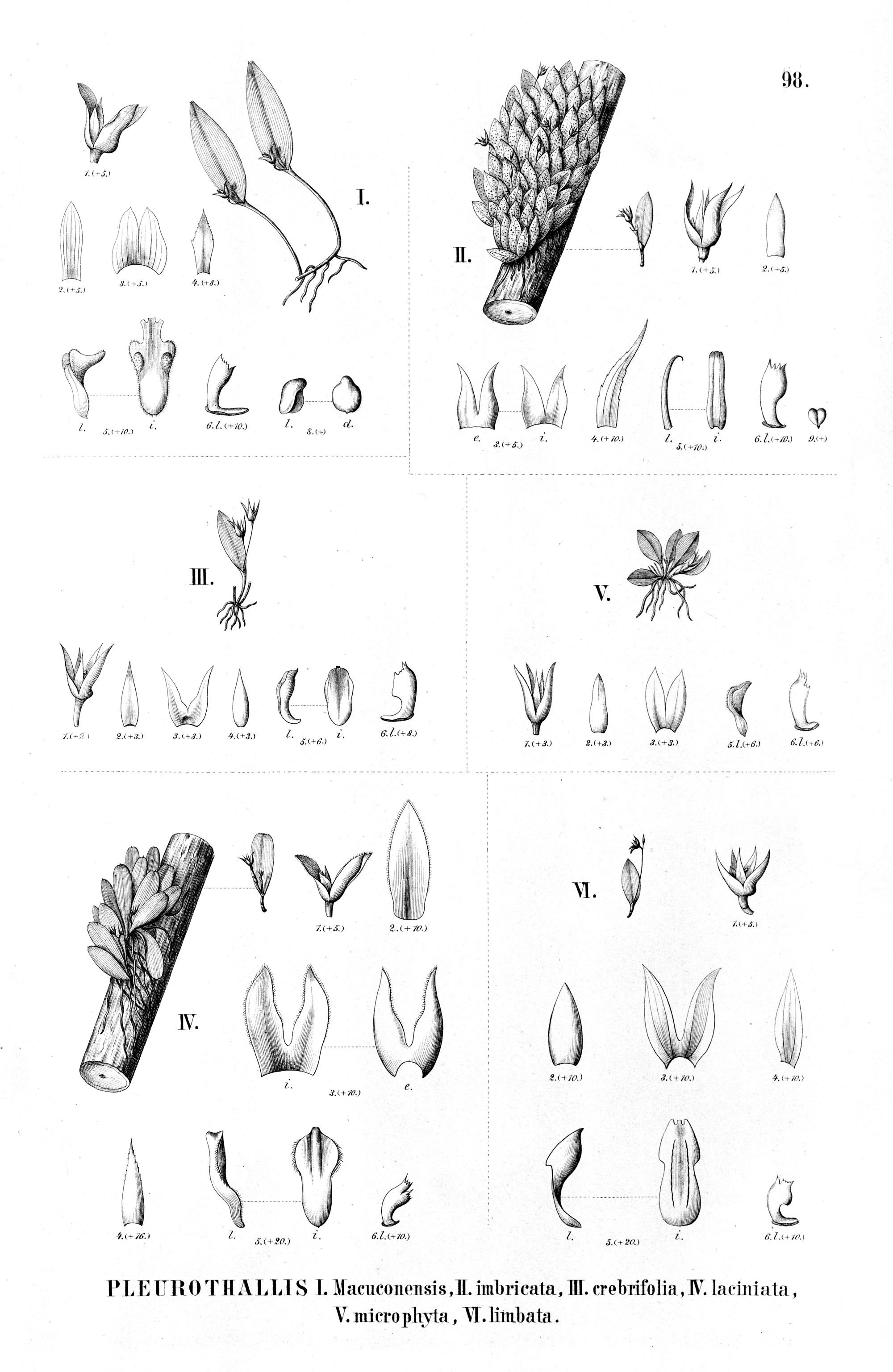